# 実況パワフルプロ野球2000
『実況パワフルプロ野球2000』（じっきょうパワフルプロやきゅう2000）は2000年4月29日にコナミから発売されたNINTENDO 64用野球ゲームである。

## 概要
NINTENDO64では4作目のパワプロ。このシリーズより以下のようなシステムの改変が行われ、現在のパワプロの原型となっている要素が数多く登場した。
- 能力査定の基準値がCからDに変更され、それに伴い各能力を示すアルファベットの色も変更した。全体的に能力が非常に低い現役選手が多く登場するようになったのも本作からである。
- 新能力「弾道タイプ」が登場。
- コントロールが失投率だけでなく、投球のズレにも影響する。
- オープニングムービーが本格化。

## モード説明
- 対戦

内容は、今までのシリーズ同様。
- ホームラン競争

内容は、『パワプロ6』と同様。10球（3選手でプレイする場合は9球）全てホームランを打つと、実在するプロ野球選手が手に入る。
- シナリオ

それぞれ出されたシチュエーションをクリアすること。ただし、勝てばクリアではないものもある。
- ペナント

通常のペナントモードとドラマティックペナントがある。このシリーズから二軍選手も使えるようになった。ドラペナでは試合後に活躍した選手の能力がアップしたり、トレード（ただし選手は指定できず、ランダムでオファーが来るのみ）ができるようになったが、セリーグ編ではバグが発見されるなど大きな課題を残している。
- リーグ

内容は、今までのシリーズ同様。
- キャンプ

練習モード。内容は、今までのシリーズ同様。
- データあれこれ

選手のコピー、消去やGB版『パワプロクンポケット2』からの移植などをするモード。64GBパックを使った選手移動も可能。
- サクセス

今回の舞台は社会人野球。詳しい内容は、下に記述した。
- アレンジ

今作より、コンピュータ操作時の起用、背番号の変更、オーダー設定時での打順ロックの設定が出来るようになった。
- サウンド

今作では、ウグイスのおすすめ設定が「小さい」から「ふつう」に変更されている。

## サクセスモード
高校、大学と野球を続けた主人公が三度目の正直を賭け、プロ入りするため社会人野球を始める。『実況パワフルプロ野球'99開幕版』がベースとなっているが、新特殊能力取得イベントや新チーム「どすこい酒造」が選べるなどの要素が追加されている。その代わり、試合だけを行ってチームを育てる冥球島編が削除された。99開幕版の既存会社の大まかな特徴は全く一緒なのでそちらを参照。

### 選べる企業
- パワフル物産

地区の中でもなかなかの強さだが、猪狩コンツェルンに毎年敗れている。仕事の内容は納期までに特定の製品を完成させるもの。
- たんぽぽ製作所

地区で一番の弱小チーム。社長は野球好きであるが、会社の経営状況はあまり芳しくなく、主人公が仕事コマンドを実行せず、業績が落ちると倒産することがある。
- 猪狩コンツェルン

地区で一番の強豪チーム。野球部は一軍・二軍・三軍で構成され、定期的に行われる実力テストで選手の入れ替えがある。潤沢な資金力を持ち、一軍の練習のレベルが高い。
仕事はごく短い時間のデスクワークとされており、コマンドとして選ぶものはない(ただし、主人公の所持金がマイナスになると借金返済のため仕事コマンドが出現する)。
- どすこい酒造

上記に挙げた3チームとは別の地区に所属している。その名の通り関取（のような体型の社員）たちが多い。また、嶋田の体型も変化しており、さらに矢部が2段階で太るイベントがある（走力は変わらない）。
有田は変化しない。この企業を選択した場合反町・柴田は登場せず代わりに斎藤という人物が後輩として入社する。
とにかく筋力ポイントが溜まりやすい練習環境にあるため、筋力が必要な能力が伸ばしやすい反面、敏捷ポイントはこれでもかという程伸びない。チームメイトの特徴もほぼ全員がこれらに一貫している。
また、社長（親方）の評価が一旦高くなればそれ以降は一切仕事しなくてもいいという利点がある。
4企業中、唯一絶対キャプテンになれないため、試合は自分の番だけに集中すればいい反面、7回以降の試合展開をコントロールできず、チームメイトに練習指示して強化する事ができないという弊害が存在する。
仕事はもろみを使った健康ドリンクを造ること。ストレスの管理が重要で、ストレスがたまると衝動買い（対象となる商品は100円のもやしから自動車まで）するかストレスを減らすまで怪我しやすい状態になってしまう。
ただし、衝動買いしたときに強力な特殊能力を得ることもあるため、わざとストレスを溜めさせる事もプラスに働く時がある。
新たにプレイチームとなったため、ユニフォームのデザインが'99開幕版から変化している（基本は緑と白を基調としているが、たんぽぽ製作所と被ってしまうためか本サクセスのみ紫となっている）。

### 登場人物
- 主人公

小さい頃から野球を続けてきた。高校、大学ともドラフトで指名されなかった（大卒の場合。初期設定で高卒にすることも可能）ため、社会人野球で三度目の正直を賭ける。
- 矢部明雄

パワフル大学出身。主人公と必ず同じ会社に入社する。桃井凛に一目惚れをする。
- 嶋田栄作

主人公の先輩。野球の能力も抜群である。
- 毒島

主人公の上司。仕事命の男である。やたらと新商品のアイディアを考え、主人公に製作を依頼してくる。
- 嵐山美鈴

主人公と同じ会社の先輩。遊び好きでたまに主人公をトラブルに巻き込むこともある。他のチームの妨害もする。
- 桃井凛

主人公の同僚で遅れて入社してくる。美人だが料理の腕は悪い。
- 有田勉

主人公の先輩。典型的な窓際族だが、野球の腕はなかなか。二塁手。たまに主人公を励ましてくれるいい人。競馬とコーヒーが好き。実は『パワプロ6』に登場した、するめ大学のサダメナインの一員である。
- 反町三次

主人公の後輩。お調子者で、美鈴と気が合う。ポジションは外野手で、守備のスペシャリスト。
- 柴田軍平

主人公の後輩。反町と同期入社だが、反町よりも地味で真面目である。ポジションは遊撃手で、バランスの良い能力の持ち主。
- 猪狩守

猪狩コンツェルンのエース。主人公とはライバル。キザで嫌味な奴だが実力はプロレベル。
- 猪狩進

猪狩コンツェルンのキャッチャー。猪狩守の弟。兄と違って性格が良い。
- 茂茶丸（もさまる）

どすこい酒造の社長にして監督。社員に「親方」と呼ぶよう強制する。主人公が茂茶丸に食事を作るイベントで非常に臭うげっぷをする場合がある。
- 斎藤

どすこい酒造の新入社員。『'99開幕版』でもライバルキャラとして登場する。
- 茂茶丸球緒

どすこい酒造の社長の妹。兄同様の豊満な体を持つ。社員のあこがれであるが、付き合ったあとのイベントによっては痩せる場合がある（痩せた後はほとんど別人とも思える美人になる）。
- 駒坂瞬

『パワプロ5』などに登場したキャラ。今作ではどすこい酒造と同じ地区の朝日ヶ丘野球部に所属する。顔見せ程度に一度バッティングセンターに登場するイベントがあるが、それ以降はビジュアルでの出番はない。
そのほか、『実況パワフルプロ野球'99開幕版』も参照。